# بلماحيم
بلماحيم هو كيبوتس في وسط فلسطين (إسرائيل). يقع حوالي 10 كيلومتر جنوب منطقة تل أبيب على طول ساحل البحر الأبيض المتوسط، بين الكثبان الرملية. ويقع تحت ولاية مجلس غان رافيه الإقليمي. بلغ عدد سكانه في 500 نسمة في 2004.
أنشئ بلماحيم في 11 أبريل 1949 على يد أعضاء سابقين في لواء يفتاح التابع لمنظمة البلماح السرية، على أراضي تابعة لقرية النبي روبين الفلسطينية المهجرة.